# Ґюнтер Шумахер
Ґюнтер Шумахер (нім. Günther Schumacher, 27 червня 1949) — німецький велогонщик.
Олімпійський чемпіон 1972 (командна гонка переслідування) 1976 (командна гонка переслідування) років.
Срібний призер Чемпіонату світу з трекових велоперегонів 1977 року в гіті на 1 км.